# 奥莱莉娅撞击坑
奥莱莉娅（英語：Aurelia crater）是金星上的一个撞击坑，周围有一个范围很大的黑暗面和撞击抛出的叶状熔岩流，抛出物和撞击坑表面的雷达反射清晰。